# Sent Pardós lo Vielh
Sent Pardos lo Viélh (en francès Saint-Pardoux-le-Vieux) és un municipi francès situat al departament de la Corresa i a la regió de la Nova Aquitània.

## Demografia
| 1962                                       | 1968 | 1975 | 1982 | 1990 | 1999 | 2007 |
| ------------------------------------------ | ---- | ---- | ---- | ---- | ---- | ---- |
| 228                                        | 229  | 208  | 218  | 185  | 239  | 286  |
| Des de 1962: població sense dobles comptes |      |      |      |      |      |      |

## Administració
| Període   | Identitat                | Partit |
| --------- | ------------------------ | ------ |
| 2001-2008 | Marie-Thérèse Chaveroche |        |
| 2008-     | Philippe Roche           |        |